# B'z LIVE-GYM 2017-2018 “LIVE DINOSAUR”
『B'z LIVE-GYM 2017-2018 “LIVE DINOSAUR”』（ビーズ・ライブジム・ツーサウザンドセブンティーン-ツーサウザンドエイティーン・ライブダイナソー）は、日本の音楽ユニット・B'zの映像作品。DVDとBlu-ray Discで発売。

## 概要
2017年12月14日から2018年2月4日まで開催されたライブツアー『B'z LIVE-GYM 2017-2018 “LIVE DINOSAUR”』より、さいたまスーパーアリーナ公演の模様を収録。初回出荷生産分には、『B'z LIVE-GYM Pleasure 2018 -HINOTORI-』オリジナル・ペットボトルカバーが封入されている。
アルバム『DINOSAUR』からは「Queen Of The Night」のみ未演奏。
オリコン映像ランキング（総合・2018年07月16日付）では、初動売り上げでDVDは34,646枚、Blu-rayは55,379枚を記録し、共に首位獲得を果たした。

## 演奏

### メンバー
- 松本孝弘：ギター、プロデュース
- 稲葉浩志：ボーカル

### サポートメンバー
- 増田隆宣：キーボード
- シェーン・ガラース：ドラム
- バリー・スパークス：ベース
- 大賀好修：ギター

## 収録内容
1. 声明
  - オープニングムービーの後に演奏されたオープニングナンバー。イントロのギターリフと同時にスクリーンに客席が映し出され、客席を背に十字架を背負った松本がイントロを演奏しながら床からせり出して登場する。2番のサビまでは、稲葉がスピーチマイクが置かれた演説台の前で演説をするように歌唱した。
2. CHAMP
  - 前曲からブレイクなしで演奏している。
3. 孤独のRunaway
  - 恒例のMC「B'zのLIVE-GYMにようこそ！」に続いて演奏。LIVE-GYMでは『B'z LIVE-GYM Pleasure 2008 -GLORY DAYS-』以来、約9年ぶりの演奏[注 1]。
4. ハルカ
5. ルーフトップ
6. FIREBALL
  - LIVE-GYMでは『B'z LIVE-GYM 2002 "Rock n' California Roll"』以来、約15年ぶりの演奏[注 1]。アウトロで稲葉のロングシャウトがある。
7. MOTEL
  - LIVE-GYMでは『B'z LIVE-GYM 2012 -Into Free- EXTRA』以来、約5年ぶりの演奏[注 1]。「Don't Leave Me」と日替わりで演奏された。
8. 赤い河
  - 『B'z LIVE-GYM '94 "The 9th Blues"〈PART2〉』以来、約23年振りの演奏。映像化は本作が初。
9. SKYROCKET
  - 演奏前に松本のギターと観客とのコール&レスポンスがあり、曲が始まるとステージの左右に足場が設置され、ステージの幅が広がる。間奏部分では稲葉と観客とのコール&レスポンスがある。
10. それでもやっぱり
  - 増田のピアノソロに続く形で演奏。
11. 愛しき幽霊
  - 稲葉が下手（客席から見て左側）、松本が上手（客席から見て右側）のステージに移動し、座って演奏。本ツアーでは、稲葉の移動中の床に会場それぞれのご当地の野球チームのグッズやご当地キャラクターのぬいぐるみが置かれ、稲葉が拾い上げて曲前にトークをするという演出があり、今回のさいたまスーパーアリーナ公演では同会場の公式キャラクター「たまーりん」の人形が置かれていた。
  - 演奏後、稲葉は舞台裏に引き上げ、バンドメンバーのジャムセッションが始まる。会場のスクリーンにはステージの舞台裏で撮影された幕間映像が映し出され、映像の最後には稲葉と松本の着ぐるみが登場する。
12. 弱い男
  - この曲に関するMCから演奏に入る。イントロ冒頭のフレーズが延長され、演奏に合わせて稲葉がポーズを取る。サビでは、会場の男性客がスクリーンにランダムで映し出される演出が行われた。原曲に存在した長尺のサックスのソロパートは、大賀と増田のソロパート及びサポートメンバー全員でのジャムセッションに置き換えられた。
13. Purple Pink Orange
  - DVDではこの曲でDisc1が終了。
14. イチブトゼンブ
  - 演奏前にサポートメンバーの紹介が行われ、稲葉の「耳に馴染みのある曲を」というMCに続いて演奏。
15. DIVE
  - LIVE-GYMでは『B'z LIVE-GYM Pleasure 2013 -ENDLESS SUMMER-』以来、約5年ぶりの演奏[注 1]。前曲からブレイクなしで演奏している。
16. Dinosaur
  - ステージ上に巨大な恐竜のバボットが登場。
17. King Of The Street
  - タオルを振り回す映像がスクリーンに映し出され、稲葉も観客も一斉にタオルを振り回す。幕間の映像にも登場した稲葉と松本の着ぐるみもダンサーとして登場。
18. フキアレナサイ
  - 本ツアーがライブ初演奏。巨大な送風機がステージ上に登場。曲の中盤では観客とのコール&レスポンスが行われた。終盤には紙吹雪が送風機によって舞い上げられた。
19. Still Alive
  - 本編ラストナンバー。稲葉によるアルバムタイトルについてのMCからの演奏。
20. ultra soul
  - ここからアンコール。札幌・福岡公演では本曲の前に「いつかのメリークリスマス」が演奏されていた。
  - 演奏中に稲葉がかぶっているキャップはデビュー30周年を記念したエキシビジョン『B'z 30th Year Exhibition "SCENES" 1988-2018』で販売されたNEW ERAとのコラボレーショングッズ「NEW ERA 9FIFTY "B'z MODEL"」である[5]。
21. BANZAI
  - 『B'z Special LIVE at EX THEATER ROPPONGI』以来、約4年ぶりの演奏。

・演奏後、恒例のMC「お疲れー！」の後に「ひとりじゃないから-Theme Of LIVE-GYM-」が流れ、エンドロールへとつながる。エンドロールではライブツアー各会場のドキュメント風映像が流れ、会場で流れていた客出し曲がフルバージョンで収録されている。